# Atletisme als Jocs Olímpics d'estiu de 1904 - salt de llargada homes

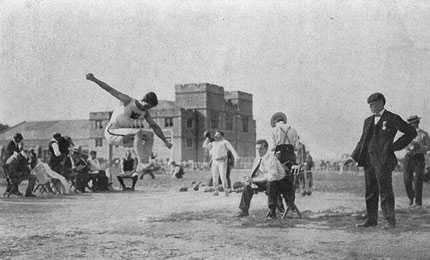
Myer Prinstein en el salt que li va permetre guanyar la medalla d'or.

El salt de llargada masculí va ser una de les proves disputades durant els Jocs Olímpics de Saint Louis de 1904. La prova es va disputar l'1 de setembre de 1904 i hi van prendre part 10 atletes de tres nacions diferents.
Myer Prinstein, que havia quedat en segona posició en l'edició de 1900 lidera la classificació després del primer salt, però decideix no saltar més perquè la prova es disputava en diuemenge. Amb tot, va guanyar la medalla d'or, establint un nou rècord olímpic.

## Medallistes
| Or             | Plata        | Bronze           |
| Myer Prinstein | Daniel Frank | Robert Stangland |

## Rècords
Aquests eren els rècords del món i olímpic que hi havia abans de la celebració dels Jocs Olímpics de 1904.
| Rècord del Món | 7,61 m  | Peter O'Connor   | Dublín (GBR) | 5 d'agost de 1901    |
| Rècord Olímpic | 7,185 m | Alvin Kraenzlein | París (FRA)  | 15 de juliol de 1900 |

Myer Prinstein va establir un nou rècord olímpic amb 7,34 metres.

## Resultats
Final
| Posició | Atleta               | Distància   |
| ------- | -------------------- | ----------- |
| Or      | Myer Prinstein       | 7,34 m OR   |
| Plata   | Daniel Frank         | 6,89 m      |
| Bronze  | Robert Stangland     | 6,88 m      |
| 4       | Frederick Engelhardt | 6,63 m      |
| 5       | George van Cleaf     | desconeguda |
| 6       | John Hagerman        | desconeguda |
| 7-10    | Corrie Gardner       | desconeguda |
| 7-10    | Leslie McPherson     | desconeguda |
| 7-10    | Béla Mező            | desconeguda |
| 7-10    | John Oxley           | desconeguda |

OR: Rècord Olímpic